# 경남 고성군수
경남 고성군수는 경상남도 고성군의 군수이다.

## 같이 보기
- 경남 고성군수 선거